# Северо-Уманка
Северо-Уманка — упразднённая деревня в Москаленском районе Омской области. Входила в состав Алексеевского сельсовета. Упразднена в 1965 г.

## География
Располагалась на границе с Исилькульским районом, в 3,5 км к юго-западу от деревни Ясная Поляна.

## История
Основана в 1918 г. В 1928 году посёлок Северо-Уманский состоял из 45 хозяйств. В административном отношении входил в состав Москаленского сельсовета Москаленского района Омского округа Сибирского края. В 1965 году д. Северо—Уманка была исключена из административного деления района.

## Население
По переписи 1926 г. в посёлке проживало 241 человек (126 мужчин и 115 женщин), основное население — украинцы